# Concerto De' Cavalieri
Concerto de' Cavalieri is een Italiaans muziekensemble gewijd aan authentieke uitvoeringspraktijk van achttiende-eeuwse muziek.

## Biografie
Het ensemble werd in 2003 opgericht door dirigent Marcello Di Lisa. Hij studeerde filologie en Griekse en Latijnse literatuur aan de Universiteit van Pisa. Na zijn studies klavecimbel en compositie richtte hij Concerto de’ Cavalieri op. Hij houdt zich nog steeds bezig met het bestuderen van het Romeinse muzikale erfgoed van de late 17e en 18e eeuw, met bijzondere aandacht voor de niet-gepubliceerde werken van Alessandro Scarlatti. De naam van zijn ensemble verwijst naar de Italiaanse componist Emilio de'Cavalieri (1550-1602), wiens werk typerend was voor de overgang van renaissance naar barok. Het ensemble is gespecialiseerd in de herontdekking van vergeten composities uit Napels en Rome en werkt nauw samen met het Centro Studi e Ricerche sulla Musica delle Età Barocca e Classica. Ze speelden de eerste hedendaagse uitvoeringen van Serenata Erminia van Scarlatti, Serenata La Iole van Nicola Porpora en de opera Tito Manlio van Antonio Vivaldi. 
Concerto de' Cavalieri werkte samen met solisten als Daniela Barcellona, Vesselina Kasarova, Ann Hallenberg, Kristina Hammarström, Ana Quintans en Maurice Steger. Ze traden aan op festivals zoals het Musikverein in Wenen, Musikfest Bremen, Festival d’Ambronay, Rheingau Musik Festival, Tage alter Musik Regensburg en Festival de Radio France. Ze speelden in Auditorio Nacional de Música in Madrid, Arsenal in Metz, Centro Cultural de Bélem in Lissabon, Elbphilharmonie Hamburg, Philharmonie Essen, Philharmonie Köln en Herkulessaal München. In 2015 stonden ze in Concertgebouw Amsterdam op de planken, waar ze werk van Händel uitvoerden. In 2016 stonden ze voor de eerste keer in deSingel in Antwerpen, met een programma van Vivaldi, Scarlatti, Corelli en Bononcini. In 2019 traden ze daar opnieuw op, met mezzosopraan Vivica Genaux en een programma van Corelli, Händel, Vivaldi, Scarlatti, Pergolesien Broschi. Met Serenade voor Farinelli stonden ze in 2020 in De Bijloke in Gent.
Met Sony Records werken ze sinds 2011 aan het Baroque Project, meestal met mezzo-sopraan Daniela Barcellona. Dit bestaat uit een reeks opnames van Italiaanse opera’s uit de 18de eeuw. De eerste vier delen waren respectievelijk gewijd aan opera aria’s en instrumentale muziek van Scarlatti, Pergolesi, Vivaldi en Albinoni. Het vijfde deel bevatte opera ouvertures en concerti van  Scarlatti, waaronder vier stukken die nooit eerder op cd uitgebracht werden.

## Discografie
- Alessandro Scarlatti: "Opera Overtures and Concertos in seven parts" - The Baroque Project Volume 5 (Sony - 2016)
- Tomaso Albinoni: "Opera Arias and Instrumental Music" - The Baroque Project Volume 4 (Sony - 2015)
- Antonio Vivaldi: "Opera Arias and Concertos" - The Baroque Project Volume 3 (Sony - 2014)
- Wolfgang Amadeus Mozart: "Eine Kleine Nachtmusik" (Sony - 2013)
- Giovanni Battista Pergolesi: "Opera Arias"  - The Baroque Project Volume 2 (Sony - 2012)
- Alessandro Scarlatti: "Cantatas" (Sony - 2012)
- Alessandro Scarlatti: "Opera Arias" - The Baroque Project Volume 1 (Sony - 2011)
- Alessandro Scarlatti: "Sacred Works" (CPO Records - 2010)